# میدلوم (نیدرزاکسن)
میدلوم (به آلمانی: Midlum) یک منطقهٔ مسکونی در آلمان است که در Wurster Nordseeküste واقع شده‌است. میدلوم  ۱٬۶۸۱ نفر جمعیت دارد.